# أملة (اسم)
أَمَلَة هو اسم علم مؤنث من أصل عربي، ومعناه هو الرجاء والرغبة.